# العلاقات الكونغوية النيبالية
العلاقات الكونغولية النيبالية هي العلاقات الثنائية التي تجمع بين جمهورية الكونغو ونيبال.

## مقارنة بين البلدين
هذه مقارنة عامة ومرجعية للدولتين:
| وجه المقارنة                                              | [[تصنيف:صفحات تستخدم رمز علم غير موجود\|]] جمهورية الكونغو | نيبال                             |
| --------------------------------------------------------- | ---------------------------------------------------------- | --------------------------------- |
| المساحة (كم2)                                             | 342.00 ألف                                                 | 147.18 ألف                        |
| عدد السكان (نسمة)                                         | 5.26 مليون                                                 | 29.40 مليون                       |
| الكثافة السكانية (ن./كم²)                                 | 15.38                                                      | 199.76                            |
| العاصمة                                                   | برازافيل                                                   | كاتماندو                          |
| اللغة الرسمية                                             | لغة فرنسية                                                 | اللغة النيبالية                   |
| العملة                                                    | فرنك وسط أفريقي                                            | روبية نيبالية                     |
| الناتج المحلي الإجمالي (بليون دولار)                      | 8.72 مليار                                                 | 24.47 مليار                       |
| الناتج المحلي الإجمالي (تعادل القوة الشرائية) بليون دولار | 29.48 مليار                                                | 70.20 مليار                       |
| الناتج المحلي الإجمالي الاسمي للفرد دولار أمريكي          | 1.85 ألف                                                   | 743                               |
| الناتج المحلي الإجمالي للفرد دولار أمريكي                 |                                                            | 2.37 ألف                          |
| مؤشر التنمية البشرية                                      | 0.591                                                      | 0.548                             |
| رمز المكالمات الدولي                                      | +242                                                       | +977                              |
| رمز الإنترنت                                              | .cg                                                        | .np                               |
| المنطقة الزمنية                                           | ت ع م+01:00                                                | UTC+05:45، التوقيت الموحد لنيبال ‏ |

## منظمات دولية مشتركة
يشترك البلدان في عضوية مجموعة من المنظمات الدولية، منها:
| علم المنظمة | اسم المنظمة                               | تاريخ انضمام جمهورية الكونغو | تاريخ انضمام نيبال |
| ----------- | ----------------------------------------- | ---------------------------- | ------------------ |
|             | مؤسسة التنمية الدولية                     | 8 نوفمبر 1963                | 6 مارس 1963        |
|             | يونسكو                                    | 24 أكتوبر 1960               | 1 مايو 1953        |
|             | مؤسسة التمويل الدولية                     | 1 أكتوبر 1980                | 7 يناير 1966       |
|             | منظمة حظر الأسلحة الكيميائية              | ?                            | ?                  |
|             | الأمم المتحدة                             | 20 سبتمبر 1960               | 14 ديسمبر 1955     |
|             | منظمة الشرطة الجنائية الدولية             | ?                            | ?                  |
|             | البنك الدولي للإنشاء والتعمير             | 10 يوليو 1963                | 6 سبتمبر 1961      |
|             | المركز الدولي لتسوية المنازعات الاستشارية | 14 أكتوبر 1966               | 6 فبراير 1969      |
|             | وكالة ضمان الاستثمار متعدد الأطراف        | 16 أكتوبر 1991               | 9 فبراير 1994      |
|             | منظمة التجارة العالمية                    | ?                            | ?                  |
|             | الفريق المعني برصد الأرض                  | ?                            | ?                  |

## وصلات خارجية
- موقع وزارة الخارجية النيبالية